# St Ives Town FC
St Ives Town FC is een voetbalclub uit Engeland, die in 1887 is opgericht en afkomstig uit St. Ives. De club speelt in de Southern Football League Premier Division.

## Bekende (oud-)spelers
- Conor Washington

## Records
- FA Cup beste prestatie bereikt : Eerste kwalificatie ronde, 2006-2007 & 2009-2010
- FA Vase beste prestatie bereikt : kwart finale, 2011-2012